# KDB Rheno-Guestphalia zu Bonn
Die Katholische deutsche Burschenschaft Rheno-Guestphalia (kurz: KDB ...) ist eine katholische, farbentragende und nichtschlagende Studentenverbindung in Bonn. Sie ist Mitglied im Ring Katholischer Deutscher Burschenschaften (RKDB).

## Geschichte

### Beginn des 20. Jahrhunderts bis 1948
Als das historische Gründungsdatum wird der 26. Oktober 1909 mit der Gründung des Akademisch-Wissenschaftlichen Vereins Renaissance genannt, dessen Tradition durch die KDB Rheinstein schließlich in die KDB Rheno-Guestphalia mündete. Renaissance hat seinen Ursprung im 1892 gegründeten Akademischen Görres-Verein (AGV) in München, aus dessen Reihen sich später der Verband der Katholischen Studentenvereine zur Pflege der Wissenschaft (WV) gründete, dem Renaissance nach seiner Gründung beitrat. Der WV vertrat wie andere katholische Verbände das Prinzip Religion – Wissenschaft – Freundschaft. Renaissance war nicht farbentragend, es wurden jedoch gold-weiß-grüne Farbenzipfel getragen, der Wahlspruch lautete „Fides lux scientia“. Nach dem Ersten Weltkrieg löste sich der WV auf, Renaissance setzte seine Aktivitäten zunächst verbandslos fort, litt jedoch als Folge des Krieges und der anschließenden politischen und wirtschaftlichen Veränderungen an Mitgliederrückgang. Die Korporation schloss sich 1925 der Vertreterversammlung Bonner Korporationen (VV) an. Vertreter von Renaissance chargierten im Salonwichs anlässlich eines Besuchs von Reichspräsident Hindenburg in Bonn, was äußeres Zeichens eines Wandels weg von den ursprünglichen Prinzipien andeutete. Der Generalkonvent beschloss im Sommersemester 1926 Beitrittsverhandlungen mit dem Kartellverband (nichtfarbendtragend) und dem RKDB (farbentragend) aufzunehmen, da beide Verbände dem Katholizitätsprinzip der Korporation entsprachen, der RKDB jedoch zusätzlich den großdeutschen Gedanken. Der RKDB stimmte der Aufnahme zu, sie erfolgte offiziell auf dem Ringtag (Verbandstag) im Juni 1927 in Würzburg. Mit der Aufnahme in den RKDB wurde die Verbindung in KDB Rheinstein umbenannt. Da der RKDB ein farbentragender Verband ist, wurde dieses Prinzip übernommen, wegen Überschneidung der bisherigen Farben mit denen einer anderen Bonner Korporation wurden als neue Farben Blau-Weiß-Grün festgelegt. Der Wahlspruch „Fides lux scientia“ wurde beibehalten. Zu diesem Zeitpunkt waren 1 Fuchs, 14 Burschen und 40 Philister Mitglieder. Im Nationalsozialismus wurde zwar die Selbstauflösung vermieden, aber auch die Rechtsform als Verein war allerdings nach Juli 1937 nicht mehr zulässig. Die Altherrenschaft traf sich weiterhin wöchentlich im Hotel Continental, auch während des Krieges, so dass wegen der weiter bestehenden Kontakte untereinander bereits 1948 das 34. Stiftungsfest als Erstes nach dem Krieg stattfinden konnte.

### Ab 1948
Die Gründung der KDB Rheno-Guestphalia erfolgte auf diesem Stiftungsfest am 12. Juni 1948 im „Franziskaner“ in Bonn. Es wurde von der Altherrenschaft der KDB Rheinstein beschlossen, unter Fusion mit der KDB Novesia zu Köln gemeinsam die KDB Rheno-Guestphalia zu gründen. Zugleich kam es zur Rezeption von 11 Aktiven, die die neue Aktivitas darstellten. In radikaler Abkehr der bisherigen Ausrichtung wurde in der Satzung in Rückbesinnung auf die Urburschenschaft festgelegt „mit ganzer Kraft an den nationalen und sozialen Aufgaben Deutschlands mitzuarbeiten und für die Einheit und Freiheit der Deutschen zu wirken“ sowie das Bekenntnis zur Gemeinschaft der abendländischen Völkergemeinschaft und der Verzicht auf eine parteipolitische Bindung formuliert. Die neubegründete KDB Rheno-Guestphalia beschloss gemeinsam mit der KDB Sigfridia zu Bonn die Wiederbegründung des 1935 aufgelösten RKDB. In der Folgezeit erlebte die Verbindung einen schwunghaften Aufstieg, so dass viele Aktive zu Neu- bzw. Wiederbegründungen weiterer KDB abgestellt werden konnten. Im Zuge der Una-sancta-Bewegung kam es Ende der 1940er-Jahre zur Aufnahme von Mitgliedern evangelischen Glaubens, was mit der Altherrenschaft, die am Katholizitätsprinzip festhalten wollte, zu einem Disput führte, in dessen Folge die evangelischen Mitglieder geschlossen austraten und sich 1949 zur Evangelischen Deutschen Burschenschaft (EDB) Cheruskia Bonn zusammenschlossen, die aber bereits 1950 wieder suspendierte.
Bis heute besteht unverändert eine Aktivitas, während sich die Mehrzahl der KDBen im Laufe der Jahre inaktiv stellen lassen mussten.

## Hausverein
Im Laufe der Zeiten von 1909 an waren verschiedene Korporationslokale in Bonn Heimat der jeweiligen Verbindungen. Nach dem Ersten Weltkrieg war das „Im Krug zum Grünen Kranze“ an der Koblenzer Straße bis zu dessen Zerstörung im Zweiten Weltkrieg, ab 1948 „Im Goldenen Löwen“. In den 1960er Jahren war das Hotel „Berliner Hof“ Heimat der Verbindung. Konkret nach der Gründung der KDB Rheno-Guestphalia kam erneut der Wunsch nach einem Haus für die Verbindung auf. Am 21. August 1958 wurde der Hausverein Rheno-Guestphalie e. V. gegründet, um die finanziellen Mittel für den Hauskauf bereitzustellen und als Trägerverein zu fungieren. Im Oktober 1968 wurde das bis heute als Verbindungshaus genutzte Haus an der Meckenheimer Allee 100 gekauft und überwiegend in Eigenleistung der Aktivitas umgebaut. In der 1. Etage wurden ein Schankraum und der Kneipsaal eingerichtet, die übrigen Zimmer als Studentenwohnungen umgebaut.

## Korporationszeitschrift
Die Zeitschrift der KDB Rheno-Guestphalia ist das Vivat!, welches seit 1948 1–2x jährlich erscheint. Neben Semesterberichten, Personalia u. ä. werden überwiegend Beiträge zu den Semesterveranstaltungen, aber auch Grundsatzaufsätze von Verbindungsmitgliedern und Gastautoren publiziert.

## Bekannte Mitglieder
- Stanislaus von Dunin-Borkowski (1864–1934), österreichischer Pädagoge
- Adolf Dyroff (1866–1943), Philosoph
- Arnold Rademacher (1873–1939), Theologe
- Albert Michael Koeniger (1874–1950), Kirchenhistoriker und Kanonist
- Franz Virnich (1882–1943), Jurist
- Friedrich Muckermann (1883–1946), Jesuit
- Erich Feldmann (1893–1978), Philosoph, Pädagoge und Kommunikationswissenschaftler
- Götz Briefs (1889–1974), Nationalökonom
- Franz Herren (1900–1983), Agrarwissenschaftler
- Hermann Mathias Görgen (1908–1994), Politiker
- Wilhelm Hoenerbach (1911–1991), Islamwissenschaftler
- Hans Schlütter (1913–2003), Agrarwissenschaftler
- Karl-Oskar Mosebach (1919–2006), Chemiker
- Hubert Reuter (* 1927), Agrarwissenschaftler
- Hans Karl Weitzel (1936–2024), Gynäkologe

## Namensgebung
In der Zeit kurz vor dem Ersten Weltkrieg gab es in Bonn eine Sängerschaft Rheno-Guestphalia, die jedoch bereits im Verlaufe des Krieges suspendierte. Trotz des gleichen Namens ist keine Fortführung sängerschaftlicher oder anderer Traditionen damit verbunden.